# Kniphofia fluviatilis
Kniphofia fluviatilis är en grästrädsväxtart som beskrevs av Leslie Edward Wastell Codd. Kniphofia fluviatilis ingår i Fackelliljesläktet som ingår i familjen grästrädsväxter. Inga underarter finns listade i Catalogue of Life.